# Sophia Jablonska
Sophia Jablonska-Oudind (Hermaniv, Galícia, 15 de maio de 1907 - Île de Noirmoutier, França, 4 de fevereiro de 1971) foi uma escritora, fotógrafa e arquiteta franco-ucraniana. Ela morou com os pais na Rússia de 1915 a 1921 e mudou-se para Paris em 1927. Mais tarde realizou uma série de viagens, e escreveu sobre isso em revistas e livros de viagens. Na década de 1930, ela foi a única mulher ucraniana a viajar pela China e pelo resto da Ásia. Em 1950 retornou para Paris, onde viveu com seu marido e três filhos e supervisionou a construção de villas.